# Lacconectus birmanicus
Lacconectus birmanicus är en skalbaggsart som beskrevs av Michel Brancucci 1986. Lacconectus birmanicus ingår i släktet Lacconectus och familjen dykare. Inga underarter finns listade i Catalogue of Life.